# Preston Judd
Preston Judd (Las Vegas, 1999. május 28. –) amerikai labdarúgó, a LA Galaxy csatárja.

## Pályafutása
Judd a Nevada állambeli Las Vegas városában született. Az ifjúsági pályafutását a Sporting Kansas City csapatában kezdte, majd a LA Galaxy akadémiájánál folytatta.
2022-ben mutatkozott be a LA Galaxy észak-amerikai első osztályban szereplő felnőtt keretében. Először a 2023. máriucs 5-ei, Dallas ellen 3–1-re elvesztett mérkőzés 77. percében, Efraín Álvarez cseréjeként lépett pályára. Első gólját 2023. május 7-én, a Colorado Rapids ellen hazai pályán 3–1-es vereséggel zárult találkozón szerezte meg.

## Statisztikák
2023. június 25. szerint
| Klub      | Szezon   | Osztály  | Bajnokság | Bajnokság | Kupa  | Kupa | Nemzetközi | Nemzetközi | Összesen | Összesen |
| Klub      | Szezon   | Osztály  | Meccs     | Gól       | Meccs | Gól  | Meccs      | Gól        | Meccs    | Gól      |
| --------- | -------- | -------- | --------- | --------- | ----- | ---- | ---------- | ---------- | -------- | -------- |
| LA Galaxy | 2022     | MLS      | 0         | 0         | 0     | 0    | 1          | 0          | 1        | 0        |
| LA Galaxy | 2023     | MLS      | 12        | 2         | 0     | 0    | —          | —          | 12       | 2        |
| Összesen  | Összesen | Összesen | 12        | 2         | 0     | 0    | 1          | 0          | 13       | 2        |